# Metopoceras felix
Metopoceras felix är en fjärilsart som beskrevs av Standfuss 1893. Metopoceras felix ingår i släktet Metopoceras och familjen nattflyn. Inga underarter finns listade i Catalogue of Life.